# Mo Tae-bum
Pour les articles homonymes, voir Mo.
Dans ce nom coréen, le nom de famille, Mo, précède le nom personnel.
Mo Tae-bum est un patineur de vitesse sud-coréen. Il prononce le serment olympique, le premier unique, lors des Jeux olympiques d'hiver de 2018.

## Palmarès

### Jeux olympiques d'hiver
- Patinage de vitesse aux Jeux olympiques de 2010 à Vancouver (Canada) :
  -   Médaille d'or sur 500 m
  -   Médaille d'argent sur 1000 m

- Patinage de vitesse aux Jeux olympiques de 2014 à Sotchi (Russie) :
  -   Médaille d'argent en poursuite par équipes

### Championnats du monde
- Championnats du monde de patinage de vitesse de sprint
  -  Médaille d'argent à Heerenveen en 2011
  -  Médaille de bronze à Calgary en 2012
- Championnats du monde simple distance de patinage de vitesse
  -  Médaille d'or sur 500 m à Heerenveen en 2012
  -  Médaille d'or sur 500 m à Sotchi en 2013
  -  Médaille d'argent sur 1000 m à Sotchi en 2013

### Coupe du monde
- Vainqueur de la Coupe du monde du 500 m en 2011/2012.